# Media malarskie
Media malarskie – substancje, które zmieszane z farbami zmieniają albo wzmacniają ich właściwości. Media mają wpływ na szybkość wysychania, połysk i cechy laserunkowe. Do mediów należą środki naturalne lub chemiczne, które poprawiając przyczepność, nadając powierzchni efekt matowy lub połysk, przyspieszają też schnięcie. W zależności od wybranej techniki, dobrać należy odpowiednie media.
Do mediów malarskich należą między innymi: sykatywa, terpentyna, płyn maskujący, etc.